# Seiko Golden Grand Prix

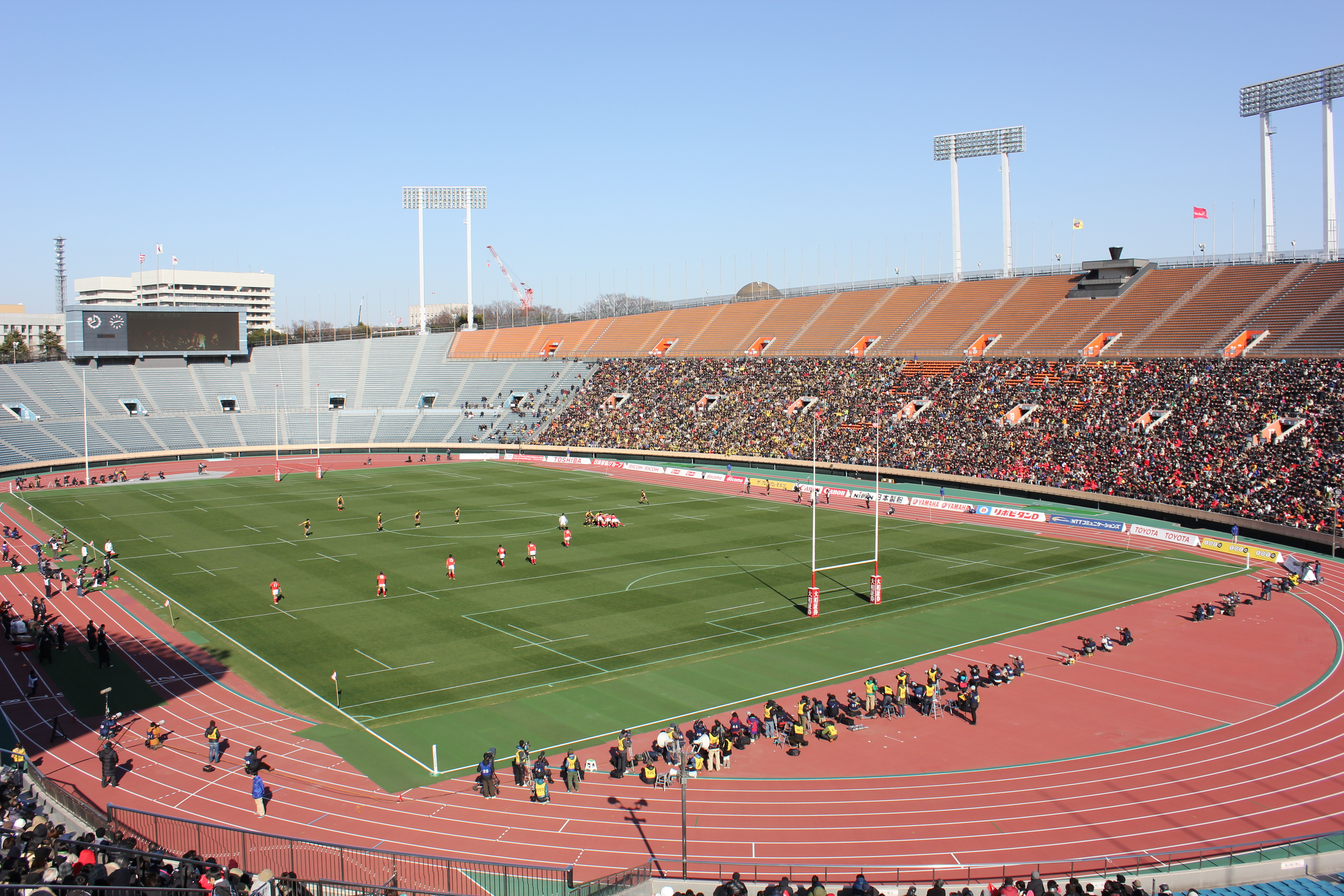
Het Nationaal Olympisch Stadion waar de Seiko Golden Grand Prix vanaf 2013 wordt georganiseerd.

De Seiko Golden Grand Prix is een jaarlijks internationaal atletiekevenement in Tokio (Japan). Het evenement behoort sinds de oprichting in 2011 tot de IAAF World Challenge en wordt vanaf 2013 gehouden in het Olympisch Stadion rond begin mei. De hoofdsponsor van de wedstrijd is horlogefabrikant Seiko. De hoofdorganisator van de Seiko Golden Grand Prix is de Japanse atletiekunie.
In de jaren 2011 en 2012 werd het evenement gehouden in het Todoroki Atletiekstadion in Kawasaki. De wedstrijd werd toen ook wel de Golden Grand Prix Kawasaki genoemd. 
De Golden Grand Prix Kawasaki verving zowel de Osaka Grand Prix als de Kawasaki Super Track and Field Meet als grote Japanse atletiekwedstrijd. De eerste editie van de Golden Grand Prix werd omgedoopt tot benefietwedstrijd in verband met de Zeebeving nabij Sendai. De wedstrijd volgde echter wel het geplande programma.

## Programma
Onderstaande twee schema's geven aan welke onderdelen in welk jaar bij het programma van het evenement hoorden.
| Jaar | 100 | 200 | 800 | 110 h | 400 h | 3000 s | ver | pols | speer | kogelsl. | 4x100 | 4 x 400 m |
| ---- | --- | --- | --- | ----- | ----- | ------ | --- | ---- | ----- | -------- | ----- | --------- |
| 2011 | X   | X   | X   | X     | X     |        | X   | X    | X     | X        | X     |           |
| 2012 | X   |     | X   | X     | X     | X      | X   | X    | X     | X        | X     | X         |
| 2013 | X   | X   | X   | X     | X     | X      | X   | X    | X     | X        | X     |           |

| Jaar | 100 | 400 | 800 m | 5000 m | 100 h | 400 h | ver | hoog | kogel | speer | 4x100 |
| ---- | --- | --- | ----- | ------ | ----- | ----- | --- | ---- | ----- | ----- | ----- |
| 2011 | X   | X   |       |        | X     | X     | X   |      |       |       | X     |
| 2012 | X   | X   | X     |        | X     | X     | X   |      |       |       | X     |
| 2013 | X   |     |       | X      | X     |       | X   | X    | X     | X     | X     |

## Meetingrecords
| Onderdeel            | Prestatie          | Atleet                                                     | Nationaliteit | Datum       |
| -------------------- | ------------------ | ---------------------------------------------------------- | ------------- | ----------- |
| 100 m                | 9,88 s (+1,5 m/s)  | Fred Kerley                                                | USA           | 21 mei 2023 |
| 200 m                | 19,84 s (−0,4 m/s) | Michael Norman                                             | USA           | 19 mei 2019 |
| 400 m                | 44,62 s            | Michael Norman                                             | USA           | 8 mei 2022  |
| 800 m                | 1.45,75            | Sho Kawamoto                                               | JPN           | 11 mei 2014 |
| 1500 m               | 3.37,72            | Ryan Gregson                                               | AUS           | 20 mei 2018 |
| 3000 m               | 7.39,69            | Jude Thomas                                                | AUS           | 18 mei 2025 |
| 5000 m               | 13.18,94           | Emmanuel Moi Maru                                          | KEN           | 19 mei 2024 |
| 110 m horden         | 13,07 s (+0,8 m/s) | Shunsuke Izumiya                                           | JPN           | 21 mei 2023 |
| 400 m horden         | 48,36 s            | Ken Toyoda                                                 | JPN           | 19 mei 2024 |
| 3000 m steeplechase  | 8.15,26            | Jairus Birech Kipchoge                                     | KEN           | 5 mei 2013  |
| hoogspringen         | 2,40 m             | Bohdan Bondarenko                                          | UKR           | 11 mei 2014 |
| polsstokhoogspringen | 5,62 m             | Shawnacy Barber                                            | CAN           | 8 mei 2016  |
| verspringen          | 8,26 (+1,0 m/s)    | Hiromichi Yoshida                                          | JPN           | 21 mei 2023 |
| hink-stap-springen   | 17,18 (+1,7 m/s)   | Ruiting Wu                                                 | CHN           | 21 mei 2017 |
| kogelstoten          | 21,33 m            | Christian Cantwell                                         | USA           | 11 mei 2014 |
| discuswerpen         | 63,98 m            | Rodney Brown                                               | USA           | 8 mei 2016  |
| kogelslingeren       | 79,47 m            | Krisztián Pars                                             | HUN           | 8 mei 2011  |
| speerwerpen          | 86,76 m            | Jakub Vadlejch                                             | CZE           | 8 mei 2016  |
| 4 × 100 m            | 37,85 s            | Ryoto Yamagata Shoto Iizuka Yoshihide Kiryu Aska Cambridge | JPN           | 20 mei 2018 |
| 4 × 400 m            | 3.04,15            | Japan                                                      | JPN           | 6 mei 2012  |

| Onderdeel            | Prestatie          | Atlete                                                 | Nationaliteit | Datum       |
| -------------------- | ------------------ | ------------------------------------------------------ | ------------- | ----------- |
| 100 m                | 11,17 s (−0,3 m/s) | Zoe Hobbs                                              | NZL           | 19 mei 2024 |
| 200 m                | 22,55 s (+0,5 m/s) | Ivet Lalova                                            | BUL           | 19 mei 2019 |
| 400 m                | 50,52 s            | Amantle Montsho                                        | BOT           | 6 mei 2012  |
| 800 m                | 2.00,22            | Emily Cherotich Tuei                                   | KEN           | 20 mei 2018 |
| 1500 m               | 4.01,10            | Georgia Griffith                                       | AUS           | 18 mei 2025 |
| 3000 m               | 8.43,38            | Rose Davies                                            | AUS           | 18 mei 2025 |
| 5000 m               | 14.41,65           | Rose Davies                                            | AUS           | 19 mei 2024 |
| 100 m horden         | 12,54 s (+0,7 m/s) | Tonea Marshall                                         | USA           | 18 mei 2025 |
| 400 m horden         | 55,23 s            | Lauren Wells                                           | AUS           | 8 mei 2016  |
| 3000 m steeplechase  | 9.31,30            | Caroline Chepkurui                                     | KEN           | 8 mei 2016  |
| hoogspringen         | 1,96 m             | Jaroslava Mahoetsjich                                  | UKR           | 18 mei 2025 |
| polsstokhoogspringen | 4,61 m             | Kristen Hixson                                         | USA           | 20 mei 2018 |
| verspringen          | 6,88 m (+2,0 m/s)  | Darja Klisjina                                         | RUS           | 11 mei 2014 |
| hink-stap-springen   | 14,08 (+0,3 m/s)   | Saly Sarr                                              | SEN           | 19 mei 2024 |
| kogelstoten          | 18,94 m            | Anita Márton                                           | HUN           | 10 mei 2015 |
| kogelslingeren       | 75,27 m            | Wang Zheng                                             | CHN           | 19 mei 2019 |
| speerwerpen          | 67,12 m            | Liu Shiying                                            | CHN           | 20 mei 2018 |
| 4 × 100 m            | 42,83 s            | Yuan Qiqi Wei Yongli Ge Manqi Liang Xiaojing           | CHN           | 8 mei 2016  |
| 4 × 400 m            | 3.33,72            | Seika Aoyama Kana Ichikawa Kaede Kashiyama Manami Kira | JPN           | 8 mei 2016  |

Berlijn (ISTAF) · Dakar (Meeting Grand Prix IAAF de Dakar) · Hengelo (Fanny Blankers-Koen Games) · Kingston (Jamaica International Invitational) · Madrid (Meeting de Atletismo Madrid) · Melbourne (Melbourne Track Classic) · Moskou (Moskou Challenge) · Ostrava (Golden Spike Ostrava) · Peking (Beijing World Challenge) · Ponce (Ponce Grand Prix de Atletismo) · Rabat (Meeting International Mohammed VI d'Athlétisme) · Rieti (Rieti Meeting) · Rio de Janeiro (Grande Premio Brasil Caixa de Atletismo) · Tokio (Seiko Golden Grand Prix) · Zagreb (Hanžeković Memorial)